# Macroctopus
Macroctopus is een geslacht van inktvissen uit de familie van Octopodidae.

## Soorten
- Macroctopus maorum (Hutton, 1880)